# カーンの戦い (1346年)
カーンの戦い（カーンのたたかい、英語: Battle of Caen）は、 1346年7月26日にフランス・ノルマンディー地方の都市カーンで起きた、イングランド王国軍とフランス王国軍との戦いである。この戦いに勝利したイングランド軍は、続くクレシーの戦いでフランス軍に圧勝すると、重要都市カレーも攻め落とし、百年戦争の序盤の趨勢を決定づけることになる。

## 背景

### 百年戦争初期
1337年に英仏間で勃発した百年戦争は、1340年6月にスロイスの海戦でイングランド軍が勝利したが、フランドル上陸後はフランス軍が大規模な会戦を避けたため、それ以上の戦果を挙げられずに両国は2年間の休戦をした（1343～1345年、マルトワの休戦）。一方、1341年にブルターニュ公国の相続をめぐりブルターニュ継承戦争が始まり、抗争を始めたモンフォール家とブロワ家にそれぞれ英仏が肩入れしたため、代理戦争の様相を呈した。百年戦争の休戦期間にもブルターニュでは交戦状態が続き、イングランドは休戦終了までブルターニュに前線を確保することができた。
1346年7月、イングランド王エドワード3世はプリンス・オブ・ウェールズになったばかりの16歳の息子エドワード黒太子を連れて本格的なフランス侵攻に乗り出した。7月12日にサン＝ヴァースト＝ラ＝ウーグに上陸した兵力は12,000～15,000人で、イングランド兵、ウェールズ兵、ドイツ人やブルトン人の傭兵のほかにフランス王フィリップ6世の統治に不満を持つノルマンディーの小領主らも集った。

### フランス侵攻
ノルマンディー上陸後、南に進軍したエドワード3世の狙いは、大規模な騎行（Chevauchée、騎兵で敵地深く侵入して略奪や破壊などを行うイングランド軍の戦術）を行ってフランス軍の士気を下げ補給に打撃を与えることだった。途上のカランタン、サン＝ローなどの町々を襲って廃墟にしたイングランド軍の第一目標は、北西ノルマンディー地方の文化、政治、宗教の中心都市だったカーンに定まった。カーンを占領してその富を収奪すれば遠征費を穴埋めできるし、重要都市の破壊がフランス側に与える心理的影響も大きいはずであった。
カーンはオルヌ川北岸の古い都市で、町中を流れる川の支流が旧市街と新市街を分けていた。旧市街は城壁に囲まれ強固な城塞に守られていたが、壁が崩れている箇所もあった。富裕な商人や地主が多く住む新市街は川の中州にあり、要塞化された三つの橋で対岸とつながっているので比較的守りやすいと思われた。

## 戦闘
7月26日にカーンに到達したイングランド軍だったが、攻城兵器を持ってきていなかったため、エドワード3世は攻撃開始までなるべく時間をかけたくなかった。一方、フランス軍側では開戦直前に混乱があった。町の守備隊を指揮するウー伯ラウル2世・ド・ブリエンヌの防戦計画は当初、城塞を中心とした旧市街に立て籠もるというものだった。ところが、裕福な市民らがこれに対して新市街を守るように圧力をかけ、直前で作戦が変更された。慌ただしく兵の配置転換が行われ、後に致命的な敗因となった。
イングランド軍は、新市街の北側の橋への攻撃準備にとりかかると共に、バイユー司教が指揮するフランス兵300人が立て籠もった旧市街の城塞を封鎖した。新市街総攻撃のため部隊を配置中、略奪に逸る一部のイングランド兵が命令を無視して橋への攻撃を始め、慌てたエドワード3世の攻撃中止命令も無視された。数百人のイングランド兵が橋を渡って町の守備隊と乱戦を繰り広げている間に、イングランド長弓兵とウェールズ槍兵の一団が、夏季で水かさが減っていた川を徒歩や小舟で渡り始めた。フランス軍は急な配置転換のため、北岸に小舟が残っていたのを見過ごしていたのだった。新市街をぐるりと取り囲むように薄く配置されていたフランス兵は複数箇所で破られ、市街地になだれ込んだイングランド兵は橋の守備兵に背後から襲いかかったためフランス軍は総崩れとなった。少数の将校らが騎馬で血路を開いて旧市街の城塞まで脱出したほかは、ほとんどの兵が捕虜になることも許されずに敗戦の混乱の中で殺された。

## 戦後
カーンは5日間にわたってすさまじい略奪にさらされ、住人の半分は虐殺されて町は灰燼に帰した。少なくとも2,500人のフランス人の遺体が後に町外れの共同墓地に葬られ、戦死者も含めた犠牲は5,000人に上るとされる。エドワード3世は略奪が続く間も旧市街の城を攻めたが、ついに陥落しなかった。多くのフランス貴族らと共に捕虜となったウー伯はイングランドで虜囚生活を送り、自ら身代金を集めることを許されて1350年にようやくフランスに帰国したところ、即刻処刑された。イングランド軍は8月1日にカーンを発ってパリ近くまで進撃したが、フィリップ6世がアキテーヌから兵を呼び戻してサン＝ドニに大軍を終結するとフランドルに撤退するために北上を開始した。フランス軍の追跡を受けたイングランド軍はソンム川の渡河に成功すると（ブランシュタックの戦い）、クレシーでフランス軍を待ち構えて壊滅的打撃を与えた。

## 関連書物
- Bernard Cornwell's novel Harlequin (UK) (Published as The Archer's Tale in the US) provides a dramatised yet substantially accurate portrayal of this action.
- Ken Follett's novel World without end has a scene in Caen in the aftermath of the battle.